# Mistrzostwa Panamerykańskie Juniorów w Lekkoatletyce 2023
21. Mistrzostwa Panamerykańskie Juniorów w Lekkoatletyce – zawody lekkoatletyczne, które odbyły się w dniach 4-6 sierpnia 2023 w Mayagüez.

## Rezultaty

### Mężczyźni
| Konkurencja                                   | 1. miejsce                                                                         | Wynik     | 2. miejsce                                                                | Wynik     | 3. miejsce                                                                | Wynik     |
| --------------------------------------------- | ---------------------------------------------------------------------------------- | --------- | ------------------------------------------------------------------------- | --------- | ------------------------------------------------------------------------- | --------- |
| Bieg na 100 m                                 | Tyler Azcano                                                                       | 10,26     | Bouwahjgie Nkrumie                                                        | 10,31     | Adrian Canales Correa                                                     | 10,35     |
| Bieg na 200 m                                 | Renan Correa                                                                       | 20,44     | Garrett Kaalund                                                           | 20,57     | Jose Figueroa Acevedo                                                     | 20,63     |
| Bieg na 400 m                                 | Will Floyd                                                                         | 45,62     | Christopher Morales Williams                                              | 46,34     | Grant Buckmiller                                                          | 46,58     |
| Bieg na 800 m                                 | Daniel Watcke                                                                      | 1:48,86   | Simeon Birnbaum                                                           | 1:49,31   | Marco Silva Gonçalves                                                     | 1:49,46   |
| Bieg na 1500 m                                | Riley Flemington                                                                   | 3:50,70   | Gonzalo Gervasini                                                         | 3:51,79   | Uriel Muñoz                                                               | 3:51,91   |
| Bieg na 5000 m                                | Ethan Coleman                                                                      | 14:44,58  | Elvis Companocca                                                          | 14:45,85  | William Ryan                                                              | 14:52,06  |
| Bieg na 3000 m z przeszkodami                 | Caleb Jarema                                                                       | 9:05,92   | Paulo Gomez Gonzalez                                                      | 9:07,20   | Mark Lopez Sanchez                                                        | 9:16,26   |
| Bieg na 110 m przez płotki (skrócony do 99 m) | Blaise Atkinson                                                                    | 13,46     | Daniel Beckford                                                           | 13,52     | Jose Mendes da Silva                                                      | 13,55     |
| Bieg na 400 m przez płotki                    | Bryce Tucker                                                                       | 51,36     | Yan Vazquez                                                               | 51,57     | Damon Frabotta                                                            | 52,19     |
| Sztafeta 4 × 100 m                            | Bahamy Zion Campbell · Carlos Brown · Jeremiah Adderley · Adam Musgrove            | 39,75     | Portoryko Diego Alvarez · Adrian Canales · Jose Figueroa · Esteban Torres | 40,15     | Argentyna Matias Castro · Lucas Villegas · Tomas Villegas · Tomas Mondino | 40,26     |
| Sztafeta 4 × 400 m                            | Stany Zjednoczone George Garcia · Jacob Andrews · Jace McGavock · Grant Buckmiller | 3:05,98   | Jamajka Enrique Webster · Delano Kennedy · Tariq Dacres · Jaheene Belle   | 3:09,17   | Brazylia Gabriel Araujo · Carlos Lara · Vinicius Galeno · Elias Oliveira  | 3:09,57   |
| Chód na 10 km                                 | Gabriel Alvarado Davila                                                            | 43:04,46  | Jesús Ramírez                                                             | 43:18,31  | Hugo Reyes Vera                                                           | 43:43,15  |
| Skok wzwyż                                    | Grant Campbell                                                                     | 2,19      | Brion Stephens                                                            | 2,17      | Brandon Pottinger                                                         | 2,11      |
| Skok o tyczce                                 | Jack Mann                                                                          | 5,00      | Aurélio de Souza                                                          | 4,90      | Brenden Vanderpool                                                        | 4,75      |
| Skok w dal                                    | Juriad Hughes                                                                      | 7,61      | Royan Walters                                                             | 7,48      | Ashton Torns                                                              | 7,39      |
| Trójskok                                      | Sterling Scott                                                                     | 15,67     | Diego Bustamante                                                          | 15,28     | Divine Aniamaka                                                           | 15,25     |
| Pchnięcie kulą (6 kg)                         | Gary Moore                                                                         | 19,60     | Michael Pinckney                                                          | 17,39     | Alan Cabanellas                                                           | 16,53     |
| Rzut dyskiem (1,75 kg)                        | Seth Allen                                                                         | 60,58     | Brendon See                                                               | 58,32     | Shaiquan Dunn                                                             | 58,17     |
| Rzut młotem (6 kg)                            | Miguel Castro Vasquez                                                              | 72,47     | Tomás Olivera                                                             | 71,16     | José Chavez                                                               | 70,23     |
| Rzut oszczepem                                | Mike Stein                                                                         | 71,38     | Kaden Cartwright                                                          | 65,43     | Blake Orr                                                                 | 65,12     |
| Dziesięciobój (U20)                           | Aiden Carter                                                                       | 6808 pkt. | Koby Kessler                                                              | 6748 pkt. | Nate Paris                                                                | 5954 pkt. |

### Kobiety
| Konkurencja                   | 1. miejsce                                                                          | Wynik     | 2. miejsce                                                                    | Wynik     | 3. miejsce                                                                                | Wynik     |
| ----------------------------- | ----------------------------------------------------------------------------------- | --------- | ----------------------------------------------------------------------------- | --------- | ----------------------------------------------------------------------------------------- | --------- |
| Bieg na 100 m                 | Alana Reid                                                                          | 11,33     | Kaila Jackson                                                                 | 11,41     | Camryn Dickson                                                                            | 11,48     |
| Bieg na 200 m                 | Shawnti Jackson                                                                     | 22,35     | Elise Cooper                                                                  | 22,80     | Emily Martin                                                                              | 23,75     |
| Bieg na 400 m                 | Christine Mallard                                                                   | 51,88     | Lauren Lewis                                                                  | 52,06     | Dejanea Oakley                                                                            | 52,50     |
| Bieg na 800 m                 | Sophia Gorriarian                                                                   | 2:04,68   | Sorcha Shiu                                                                   | 2:06,42   | Kyla Martin                                                                               | 2:06,51   |
| Bieg na 1500 m                | Ellie Shea                                                                          | 4:16,61   | Anita Poma Mendoza                                                            | 4:18,28   | Kyla Martin                                                                               | 4:25,95   |
| Bieg na 3000 m                | Ellie Shea                                                                          | 9:05,78   | Charlotte Sinke                                                               | 9:50,93   | Zariel Macchia                                                                            | 9:52,40   |
| Bieg na 5000 m                | Chloe Turner                                                                        | 17:09,71  | Nimrit Ahuja                                                                  | 17:19,65  | Veronica Huacasi                                                                          | 17:20,74  |
| Bieg na 3000 m z przeszkodami | Veronica Huacasi                                                                    | 10:23,60  | Catherine Garrison                                                            | 10:28,34  | Sydney Collier                                                                            | 11:25,04  |
| Bieg na 100 m przez płotki    | Myla Greene                                                                         | 13,70     | Asharria Ulett                                                                | 13,76     | Lays Rodrigues Silva                                                                      | 13,94     |
| Bieg na 400 m przez płotki    | Sanaa Hebron                                                                        | 56,90     | Michelle Smith                                                                | 57,99     | Allyria McBride                                                                           | 58,32     |
| Sztafeta 4 × 100 m            | Stany Zjednoczone Kaila Jackson · Camryn Dickson · Avery Lewis · Shawnti Jackson    | 42,88     | Jamajka Asharria Ulett · Alana Reid · Lavanya Williams · Tonie-Ann Forbes     | 45,23     | Kanada Maria Ulysse · Robyn Larkan · Daniella Oyenuga · Asia Philips                      | 46,15     |
| Sztafeta 4 × 400 m            | Stany Zjednoczone Lauren Lewis · Madison Whyte · Sydney Segalla · Christine Mallard | 3:30,25   | Jamajka Shanque Williams · Shanoya Douglas · Tonyan Beckford · Dejanea Oakley | 3:38,56   | Brazylia Amanda Miranda · Grazielly Kamilly Vanderlei · Camille de Oliveira · Júlia Rocha | 3:38,87   |
| Chód na 10 000 m              | Sharon Herrera Soto                                                                 | 49:53,76  | Heather Durrant                                                               | 50:02.61  | Renata Cortes Romero                                                                      | 52:07,23  |
| Skok wzwyż                    | Jennessa Wolfe                                                                      | 1,71      | Kya Crooke                                                                    | 1,68      | Lauren Barnes                                                                             | 1,65      |
| Skok o tyczce                 | Kenna Stimmel                                                                       | 4,30      | Ella McRitchie                                                                | 4,25      | Alyssa Quinones Mixon                                                                     | 4,10      |
| Skok w dal                    | Avery Lewis                                                                         | 6,22      | Vanessa Sena                                                                  | 6,17      | Morgan Davis                                                                              | 5,99      |
| Trójskok                      | Asia Philips                                                                        | 13,12     | Tolu Akinduro                                                                 | 13,03     | Agur Dwol                                                                                 | 12,75     |
| Pchnięcie kulą                | Mensi Stiff                                                                         | 16,70     | Wisdom Williams                                                               | 15,14     | Taniele de Jesus                                                                          | 14,16     |
| Rzut dyskiem                  | Julia Tunks                                                                         | 56,98     | Abigail Martin                                                                | 55,47     | Maddie Fey                                                                                | 52,70     |
| Rzut młotem                   | Giovanna Meeks                                                                      | 59,17     | Skylar Soli                                                                   | 59,13     | Sophie Perez Gonzalez                                                                     | 57,93     |
| Rzut oszczepem                | Manuela Rotundo Silvera                                                             | 55,49     | Evelyn Bliss                                                                  | 52,73     | Shea Greene                                                                               | 45,33     |
| Siedmiobój                    | JaiCieonna Gero-Holt                                                                | 5463 pkt. | Abby Elmore                                                                   | 5186 pkt. | Júlia Leite                                                                               | 5067 pkt. |

### Zawody mieszane
| Konkurencja                 | 1. miejsce                                                                      | Wynik   | 2. miejsce                                                                    | Wynik   | 3. miejsce                                                                 | Wynik   |
| --------------------------- | ------------------------------------------------------------------------------- | ------- | ----------------------------------------------------------------------------- | ------- | -------------------------------------------------------------------------- | ------- |
| Sztafeta mieszana 4 × 400 m | Stany Zjednoczone George Garcia · Madison Whyte · Max De Angelo · JaMeesia Ford | 3:18,07 | Brazylia Vinicius Galeno · Camille de Oliveira · Elias Oliveira · Júlia Rocha | 3:24,23 | Jamajka Enrique Webster · Sabrina Dockery · Tariq Dacres · Oneika Brissett | 3:25,03 |

## Klasyfikacja medalowa
Kolorem niebieskim oznaczono kraj organizujący mistrzostwa.
| Miejsce | Państwo                              | Złoto | Srebro | Brąz | Razem |
| ------- | ------------------------------------ | ----- | ------ | ---- | ----- |
| 1.      | Stany Zjednoczone                    | 30    | 18     | 14   | 62    |
| 2.      | Kanada                               | 6     | 4      | 6    | 16    |
| 3.      | Jamajka                              | 1     | 8      | 4    | 13    |
| 4.      | Brazylia                             | 1     | 3      | 7    | 11    |
| 5.      | Peru                                 | 1     | 2      | 1    | 4     |
| 6.      | Bahamy                               | 1     | 1      | 1    | 3     |
| 7.      | Chile                                | 1     | 1      | 0    | 2     |
| 7.      | Kostaryka                            | 1     | 1      | 0    | 2     |
| 7.      | Urugwaj                              | 1     | 1      | 0    | 2     |
| 10.     | Nikaragua                            | 1     | 0      | 0    | 1     |
| 11.     | Portoryko                            | 0     | 2      | 4    | 6     |
| 12.     | Argentyna                            | 0     | 1      | 2    | 3     |
| 13.     | Kolumbia                             | 0     | 1      | 0    | 1     |
| 13.     | Wyspy Dziewicze Stanów Zjednoczonych | 0     | 1      | 0    | 1     |
| 15.     | Meksyk                               | 0     | 0      | 4    | 4     |
| 16.     | Gwatemala                            | 0     | 0      | 1    | 1     |
| Razem   | Razem                                | 44    | 44     | 44   | 132   |